# ニシノオオアカウキクサ
ニシノオオアカウキクサ（Azolla filiculoides）は、アカウキクサ科の水生シダ植物。アメリカやアジア、オーストラリアなどに分布する。

## 概要
水面に浮遊するシダ植物の1種で、1個体の大きさは1-2cm程度で、よく分枝し、水中に根が垂れ下がっている。葉は赤色から緑色。無性生殖によって旺盛に繁殖し、短期間で湖面などを一面覆うこともある。葉の中にはアナベナという窒素固定能を持つ藍藻類が共生しており、大気中の窒素を固定し、栄養として利用している。冬期には植物体は枯死するが、水中に無性芽を形成し、それによって越冬している。
ヨーロッパのいくつかの地域では、本種の化石が地層から発見されている。

## 分布
アメリカ大陸に広く分布。またアイルランドなどのヨーロッパや、アジアやアフリカに持ち込まれている。中国などではすでに広く定着している。

## 利害
本種はアジアなどの各地に導入されており、水田で本種を繁殖させて、緑肥として利用されている。本種には窒素固定能があるため、安価な緑肥として利用することでイネの収量を増加させることなどが期待されている。しかし一方で、ヨーロッパやアフリカ、アジア、オーストラリア、ニュージーランドなどの各地に帰化植物として定着しており、侵略的外来種として扱われることもある。また、本種とアメリカオオアカウキクサ（Azolla cristata）の雑種であるアイオオアカウキクサなども知られている。

## ギャラリー

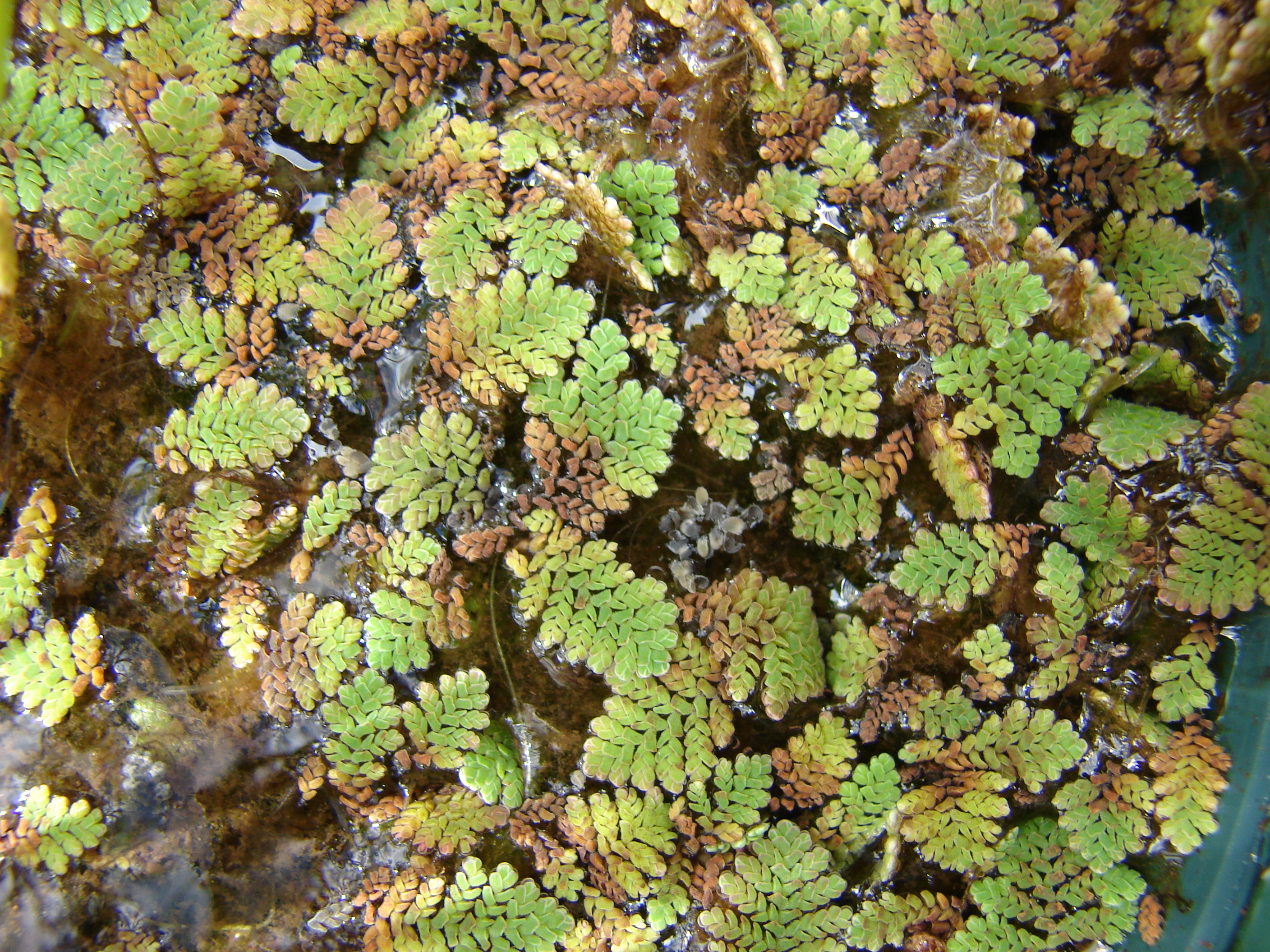
水面を覆うニシノオオアカウキクサ
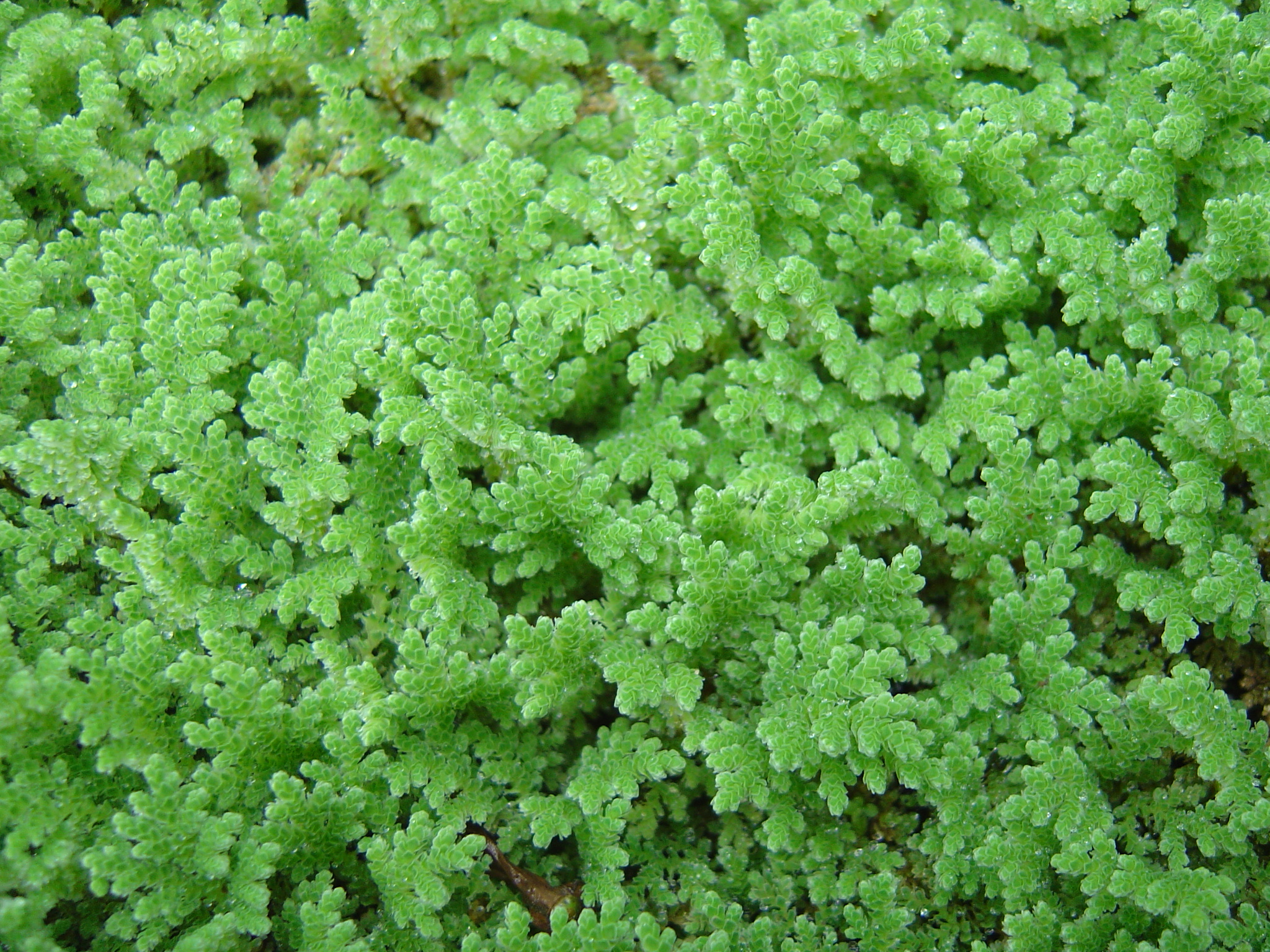
折り重なって生育するニシノオオアカウキクサ
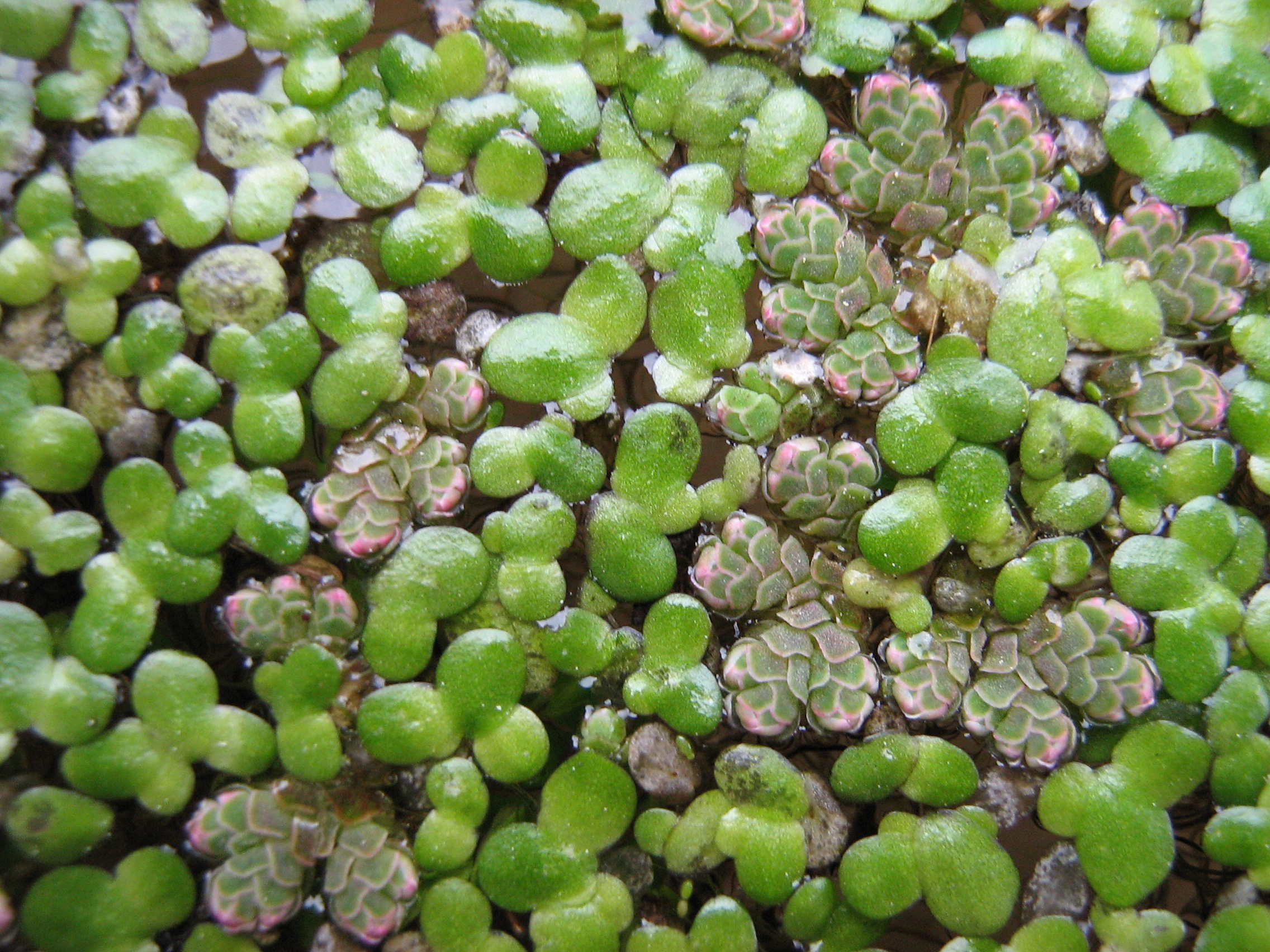
ニシノオオアカウキクサとコウキクサ（緑）
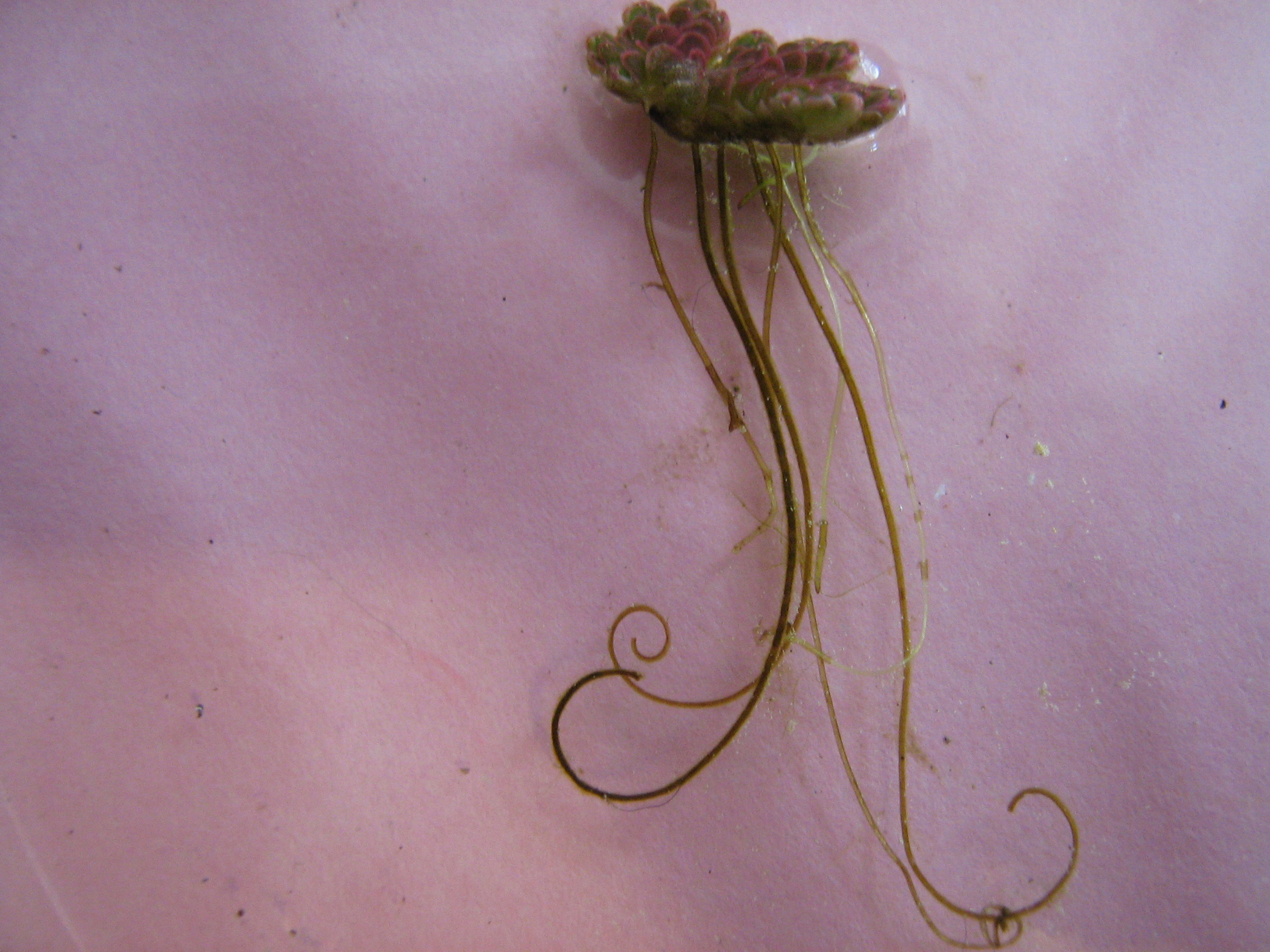
1個体